# فضای هشت‌بعدی

فضای هشت بعدی (مکعب عدد هشت)

در دانش فیزیک و ریاضیات، یک توالی برداری از {\displaystyle n} عدد می‌تواند به صورت یک موقعیت مکانی n بعدی در فضا درک شود. حال وقتی {\displaystyle n} برابر عدد هشت می‌شود، به چیدمان موقعیت‌های مکانی (برداری)، فضای هشت بعدی اقلیدسی می‌گویند. فضای بیضوی هشت بعدی و فضای هذلولی همچنین به همراه منحنی‌های مثبت و منفی مورد مطالعه قرار می‌گیرند. اینکه عالم هستی حقیقی که ما در آن زندگی می‌کنیم، هشت بعدی است یا نه، موضوعی است که در شاخه‌های مختلف فیزیک مورد بحث و کاوش بوده است.